# Hra s nevěrou
Hra s nevěrou (v anglickém originále Derailed) je americký film z roku 2005 natočený podle námětu pocházejícího z novely Derailed Jamese Siegela v režii Mikaela Håfströma a v hlavních rolích s Clivem Owenem a Jennifer Aniston.

## Příběh
Charles Schine pracuje v reklamní agentuře a žije na předměstí s manželkou Deannou, učitelkou, a adolescentní dcerou Amy, která trpí cukrovkou. Jednou se cestou vlakem do práce seznámí se ženou jménem Lucinda Harrisová, která za něj zaplatí jízdné, když u sebe nemá hotovost. Lucinda je také vdaná a má také dceru. Charles a Lucinda se spolu začnou scházet častěji až se spolu jednou vydají do hotelu. Během milostné předehry je přepadne muž Philippe LaRoche, oba okrade, Charlese zbije a Lucindu znásilní. Charles a Lucinda se dohodnou, že zločin nenahlásí, protože by museli vysvětlovat svým manželským protějškům, proč spolu byli v hotelu.
LaRoche později vyhrožuje Charlesovi, že zabije jeho rodinu, pokud mu nezaplatí 20 000 dolarů, které Charles okamžitě zaplatí. O měsíc později se ale LaRoche ozve znovu, tentokrát z Charlesova domu, kam se dostal, protože řekl, že je Charlesův obchodní partner, a požaduje 100 000 dolarů. Charles pak o celém problému řekne svému příteli Winstonovi, napravenému trestanci. Ten s ním jede na místo předání peněz, aby pohrozil LaRochemu tak, že by přestal Charlese obtěžovat, ale LaRoche Winstona zastřelí přes okno auta, pak odejde a Charles zůstane s Winstonem sám. Vtom přijedou dva policisté, kteří flirtují s prostitutkou a ptají se, proč ji Charles odmítl. Policisté nakonec odjedou a Charles se pokusí auto potopit, ale to zůstane na břehu.
Při policejním výslechu ohledně Winstonovy smrti zavolá Charlesovi znovu LaRoche, který je u Lucindy doma, a vyhrožuje, že zabije ji i její rodinu, pokud Charles okamžitě nedonese 100 000 dolarů. Lucindinu rodinu zachrání, ale utratí za to peníze určené pro dceřin lékařský zákrok, na který s manželkou šetřili několik let. Večer Charles manželce vše vysvětlí.
Druhý den se Charles rozhodne vše prozradit policii, ale nejdřív to chce říct ještě Lucindě. Když se objeví u ní v práci, recepční ho odkáže na Afroameričanku za ním, pravou Lucindu Harrisovou. Charles pak jde do "Lucindina" bytu, který se ale zrovna prodává a realitní agentka mu ukáže katalog, na jehož obalu je "fotka Lucindiny dcery". Charles se vydá na nádraží, aby našel "Lucindu" (ta se ve skutečnosti jmenuje Jane) a ta se tam potká s LaRochem, se kterým se objímá a líbá.
V restauraci, kde se předtím Charles sešel s Jane, ji znovu uvidí, tentokrát s jiným mužem. Vše probíhá stejně. Sleduje je do hotelu, kde byli přepadeni. Než vejde LaRoche do pokoje, udeří ho Charles do hlavy a vejde do pokoje Jane a její nové oběti s LaRochem v rukou. Charles pak střelí LaRoche, do pokoje vejde Janin a LaRochův komplic Dexter a začne přestřelka, ve které jsou střeleni a zabiti všichni kromě Charlese. Charles setře své otisky ze zbraní, při odchodu narazí na svou starou tašku, ve které je 100 000 dolarů.
Další den je Charles v práci obviněn z krádeže 10 000 dolarů, kterou přizná a dostane za to veřejně prospěšné práce - učení ve vězení. Jednou si začne při hodině číst domácí úkoly a jeden z nich je o příběhu jeho přepadení. Proto jde do vězeňské prádelny, kde narazí na LaRoche. Ten mu řekne, že Jane miloval a bude se mu mstít, když se ho zeptá, jestli je jeho dcera stále ještě panna, Charles na něj zaútočí a bodne ho nožem, který mu předtím dal Winston. Předtím ještě řekne, že si LaRochovo vězení pro své veřejně prospěšné práce vybral úmyslně, LaRoche si myslel, že si Charles nezjistil, jestli někdo boj v hotelu přežil. Charles pak policii tvrdí, že jednal v sebeobraně. Ve vězení potká detektiva Churche, který vyšetřoval Winstonu vraždu a pak se objevil i v hotelu. Ten Charlese podezřívá, ale nemůže nic dělat, protože nemá žádné důkazy.

## Obsazení
| Clive Owen         | Charles Schine                |
| Jennifer Aniston   | Jane/údajná Lucinda Harrisová |
| Vincent Cassel     | Philippe LaRoche              |
| Mellisa George     | Deanna Schineová              |
| Giancarlo Esposito | Franklin Church, detektiv     |
| David Morrissey    | Sam Griffin                   |
| Tom Conti          | Eliot Firth                   |
| Denis O'Hare       | Jerry, právník                |
| Georgina Chapman   | Candy, prostitutka            |
| Addison Timlin     | Amy Schineová                 |
| Xzibit             | Dexter                        |
| RZA                | Winston Boyko                 |

## Remaky
Film Hra s nevěrou se dočkal v roce 2007 dvou remaků ve dvou indických jazycích - Pachaikili Muthucharam v tamilštině a The Train v hindštině.